# Heerde
Heerde este o comună și o localitate în provincia Gelderland, Țările de Jos.

## Localități componente
Heerde, Hoorn, Veessen, Vorchten, Wapenveld.